# Пилери
Пилѐри (на гръцки: Πιλέρι; на турски: Göçeri) е село в Кипър, окръг Кирения. Според статистическата служба на Северен Кипър през 2011 г. селото има 228 жители.
Де факто е под контрола на непризнатата Севернокипърска турска република.